# Oljga N. Dubovik
Oljga N. Dubovik (translitera del ucraninao ОЛЬГА Н. Дубовик ( 1935) es una botánica, y recolectora ucraniana.

## Algunas publicaciones

### Capítulos de libros
- Oljga N. Dubovik. 2002. Flora of Russia, vol. 7. Ed. N. N. Tzvelev & CRC Press, 320 pp. ISBN 905410757X, ISBN 9789054107576

- ---------------------. 1993. Flora Europaea, vol. 1. Ed. Thomas Gaskell Tutin, ilustr. revisada de Cambridge Univ. Press 629 pp. ISBN 052141007X, ISBN 9780521410076

## Honores

### Epónimos
- (Euphorbiaceae) Euphorbia dubovikii Oudejans[3]

- La abreviatura «Dubovik» se emplea para indicar a Oljga N. Dubovik como autoridad en la descripción y clasificación científica de los vegetales.[4]